# 239
El año 239 (CCXXXIX) fue un año común comenzado en martes del calendario juliano, en vigor en aquella fecha.
En el Imperio romano el año fue nombrado como el del consulado de Gordiano y Aviola o, menos comúnmente, como el 992 Ab urbe condita, siendo su denominación como 239 posterior, de la Edad Media, al establecerse el Anno Domini.

## Acontecimientos

### Asia
- En el reino chino de Wei, Wei Qi Wang sucede a Wei Ming Di.
- Una fuerza expedicionaria china descubre la isla de Taiwán.

### Religión
- Orígenes publica el Antiguo Testamento en cinco idiomas.

## Fallecimientos
- Inintimeo, rey de Bósforo.